# Síndrome de Lázaro
El síndrome de Lázaro o auto resucitación después de fallar la reanimación cardiopulmonar, es el retorno espontáneo de la circulación después de varios intentos fallidos de reanimación. Desde 1982, este fenómeno ha aparecido en la literatura médica por lo menos en 38 ocasiones. También llamado fenómeno Lázaro o efecto Lázaro, toma su nombre de Lázaro, que, en el relato del Nuevo Testamento, fue resucitado de entre los muertos por Jesús.
Los casos de este síndrome son muy poco frecuentes y las causas no se comprenden bien. Una teoría para este fenómeno es que un factor principal (aunque no el único) es la acumulación de presión en el pecho como consecuencia de la resucitación cardiopulmonar (CPR). La relajación de la presión después de haber terminado el ejercicio de reanimación, puede ser un factor que permita al corazón expandirse, lo que puede provocar la activación de los impulsos eléctricos y reiniciar el latido del corazón. Otros posibles factores son la hiperpotasemia, en la que los niveles sanguíneos de potasio son demasiado altos, ya que se ha relacionado con el retraso en el retorno de la circulación espontánea, o también altas dosis de epinefrina.

## Implicaciones
El síndrome de Lázaro plantea cuestiones éticas para los médicos, quienes deben determinar cuándo se ha producido la muerte clínica, la finalización del ejercicio de resucitación, y cuando deben tener lugar procedimientos post mortem como autopsias y recolección de órganos para la donación. El médico Bruce Ben-David escribió: "Tal vez es una suprema arrogancia de nuestra parte suponer que podemos distinguir con fiabilidad el reversible del irreversible, o el rescatable del no-rescatable".
La literatura médica recomienda observar los signos vitales de un paciente, durante cinco a diez minutos después del cese de la reanimación, antes de certificar la muerte.